# 岡崎市立額田図書館
岡崎市立額田図書館（おかざきしりつぬかたとしょかん）は、愛知県岡崎市樫山町にある公共図書館である。岡崎市立図書館を構成する2館の片方（もう片方は岡崎市立中央図書館）であり、額田地区（旧・額田郡額田町域）にある。

## 歴史

### 初代図書館 (1977-2018)
1956年（昭和31年）に4村が合併して額田郡額田町が成立し、50年後の2006年（平成18年）に岡崎市に編入されて廃止されている。1977年（昭和52年）以前の額田町には愛知県が運営する移動図書館（年4回）や各学校の学校図書館しかなく、町民は文化施設の充実を訴えてきた。3期目を迎えた荻野弘町長の下で、1976年（昭和51年）には額田町役場の東側の町有地に社会教育施設を集中配置する計画を立てた。通産省の工業再配置促進補助事業の助成金を主な財源として図書館を建設。1976年（昭和51年）9月1日に着工、1977年1月31日に竣工し、3月1日に竣工記念式典を行って同日に額田町立図書館が開館した。
| 『額田町立図書館 利用案内』（1977年） - 休館日 : 毎週月曜日 - 開館時間 : 9:00-17:00 - 館外貸出対象者 : 額田町在住・在勤者 - 貸出冊数・期間 : 最大2冊・最大14日間 - 複写代金 : 1枚100円 - 土足不可、ロビーは喫煙可能 |

建設工事費は3300万円、総工費は4500万円。建物は鉄筋コンクリート造2階建であり、延床面積は322m2。閲覧室（162m2）と視聴覚室を有し、建物の中央部にはホールがあった。視聴覚室には16mm映写機・8mm映写機・スライド投影機・テレビVTR・テレビカメラステレオなどがあり、16mm映画58本、8mm映画122本を備えていた。
愛知県では6番目の町立図書館であり、開館時には4,969冊を所蔵した。開館月の1977年3月には約1,700人が利用。開館当初は利用者の傾向を把握するために年齢と校区を申告する必要があった。貴重図書や辞典類以外に定価2,000円以上は館外貸出することができず、資料の複写は1枚100円だった。
| 『額田町立図書館 利用案内』（1984年頃） - 休館日 : 毎週月曜日 - 開館時間 : 9:00-17:00 - 貸出冊数・期間 : 最大2冊・最大14日間 - 複写代金 : 1枚50円 |

所蔵冊数は年間2,000冊程度増加、1981年度（昭和56年度）末の所蔵冊数は24,112冊となり、貸出冊数は1977年度の2.9倍となった。1981年度と1982年度（昭和57年度）の2年間には、学習院大学教授の鈴木鎌一郎（額田町出身）から計200万円が寄付され、約500冊の図書からなる鈴木鎌一郎文庫が設置された。
1977年度の住民1人あたり蔵書数は0.57冊だったが、1979年度には1冊を超え（1.12冊）、1983年度には2冊を超えた（2.00冊）。1984年（昭和59年）の蔵書数は24,112冊であり、1人あたり年間貸出冊数は2.31冊だった。1984年頃の『額田町立図書館 利用案内』によると、複写代金は1枚50円だった。この時期に購読していた主な新聞・雑誌として、中日新聞（朝刊・夕刊）、中日スポーツ、朝日新聞、毎日新聞、日本経済新聞、『旅』、『農耕と園芸』、『文藝春秋』、『暮らしの手帖』、『ミセス』、『時刻表』、『子供の科学』、『こどものとも』、『アサヒグラフ』、『ホリデーオート』などがあった。

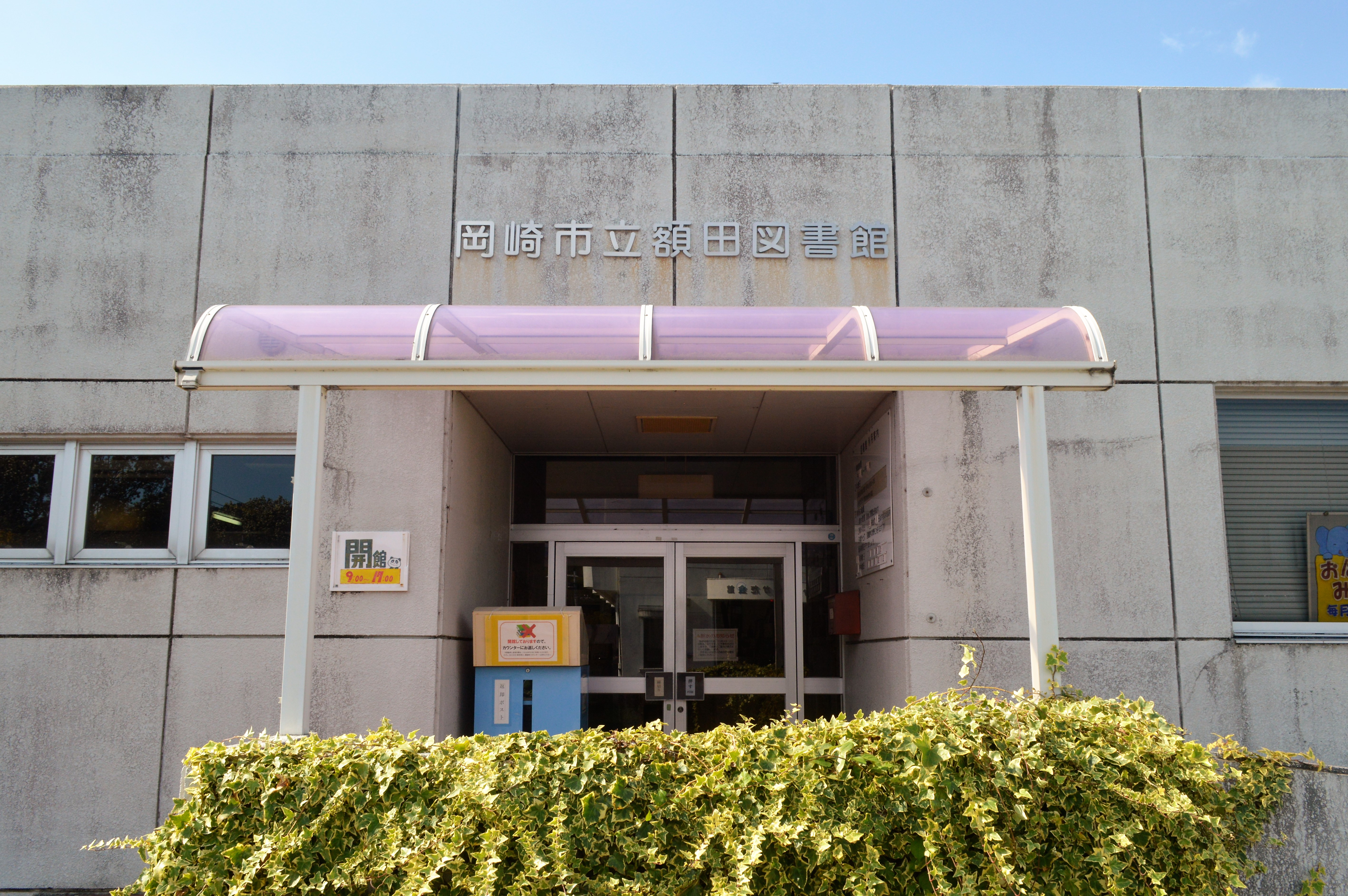
図書館の入口

1990年度（平成2年度）には書庫に閉架が設けられ、1991年度には児童室の隣に新聞庫が設けられた。1991年度（平成3年度）の貸出冊数は28,990冊であり、施設別貸出状況は、額田町立図書館が、23,788冊、各支所が2,684冊、各小学校が2,518冊だった。1991年度の1日あたり貸出利用者数は43.5人であり、1日あたり貸出冊数は85.6冊だった。
| 『額田町立図書館 利用案内』（1996年） - 休館日 : 毎週月曜日 - 開館時間 : 9:00-17:00 - 館外貸出対象者 : 額田町在住・在勤・在学者 - 貸出冊数・期間 : 最大3冊・最大14日間 - 複写代金 : 1枚20円 - 図書の検索機は存在せず |

1993年度（平成5年度）時点の蔵書数は一般書が28,025冊、児童書が10,671冊、郷土資料が1,313冊で、計40,009冊だった。このほかに紙芝居914巻、テープ100本、雑誌30種類を揃えていた。1993年時点で購読していた雑誌には、『美しい部屋』、『with』、『オレンジページ』、『家庭画報』、『きょうの健康』、『きょうの料理』、『暮らしの手帖』、『趣味の園芸』、『SCREEN』、『ディズニー』、『ニューハウス』、『フォト』、『婦人公論』、『文芸春秋』、『別冊太陽』、『MOE』、『よいこ』、『LEE』、『るるぶ』、『モーターマガジン』、『フィーメイル』、『プレジデント』、『時刻表』、『マネージャパン』、『Sports Graphic Number』、『フィシュオン』、『non-no』、『新・婦人百科』、『クロワッサン』、『ぴあ』、『たくさんのふしぎ』があった。1996年の『額田町立図書館 利用案内』によると、複写代金は1枚20円だった。
開館時に視聴覚室だった部屋は、1980年（昭和55年）5月に額田町史編集室に模様替えされ、1987年度（昭和62年）に児童館に模様替えされた。1994年度（平成6年度）には産業再配置促進施設整備費補助事業として増築工事が行われ、延床面積は322m2から562m2となった。2005年（平成17年）に額田町が岡崎市と合併すると、額田町立図書館は岡崎市立額田図書館に改称された。現行館での図書館業務は2017年（平成29年）12月19日までで終了し、12月20日からは移転に向けた長期休館に入る予定である。閉館時には1階に新聞雑誌コーナー、ブラウジングルーム、飲食コーナー、子ども図書室、閉架書庫、事務室、開架室、郷土・参考室が、2階に閲覧室と会議室があった。

### 額田センター時代 (2018-)

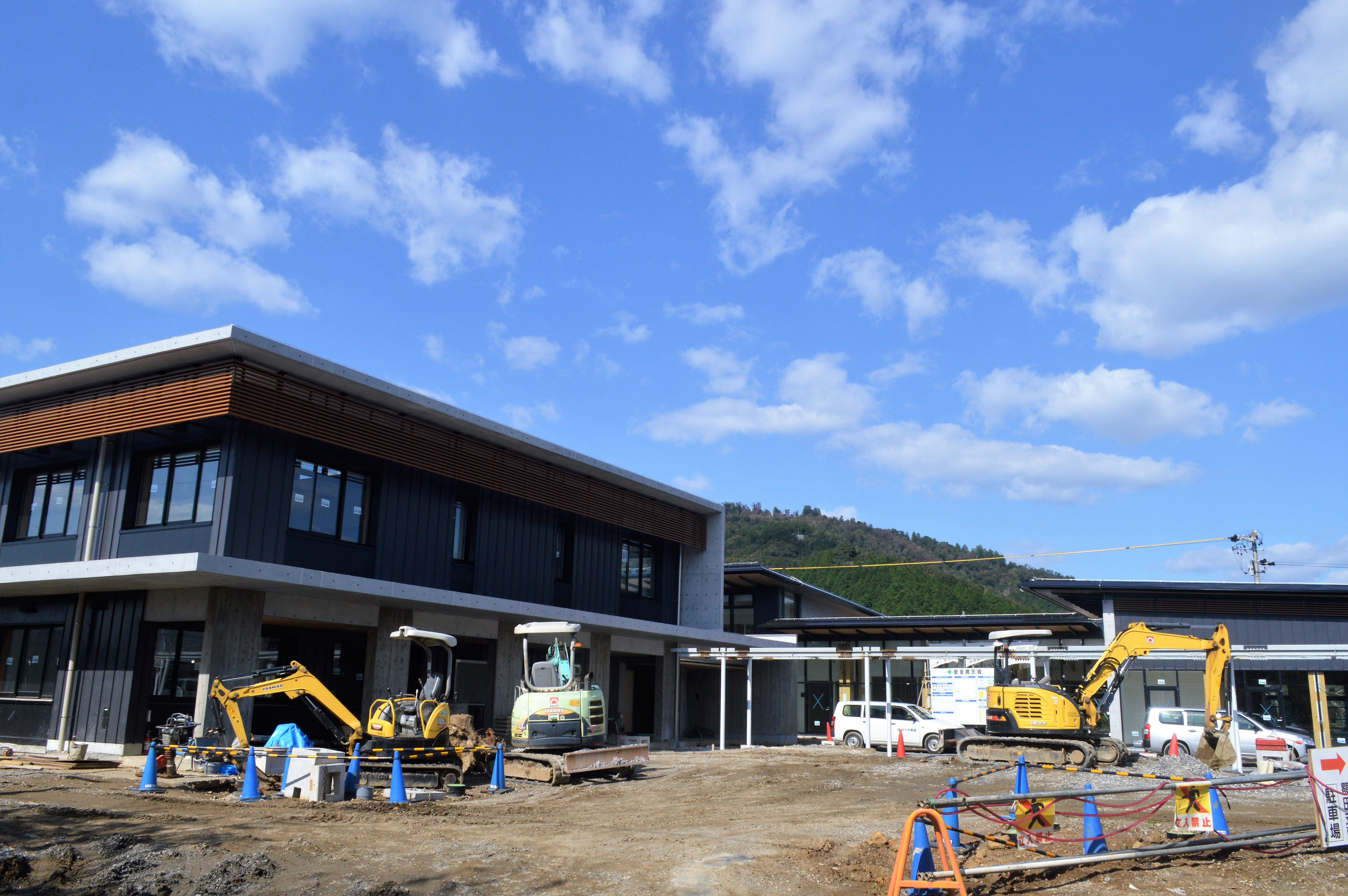
建設中の額田センター（2017年10月）

2018年（平成30年）2月13日、旧額田支所跡地に岡崎市額田センターが開館（愛称は「こもれびかん」）。額田センターは鉄筋コンクリート造2階建の行政棟（延床面積1,146m2）と、鉄筋コンクリート造一部木造となる鉄筋コンクリート造平屋建の市民交流棟（延床面積829m2）の2棟からなり、市民交流等のために新図書館が入った。額田センターは岡崎市役所額田支所、額田図書館、森の総合駅、ぬかた開館の機能を併せ持つ複合施設であり、現在の額田図書館は額田センター開館後に解体される予定である。額田センターの総事業費は約13億円。建設費は約8億6,788万円。

## 配本所

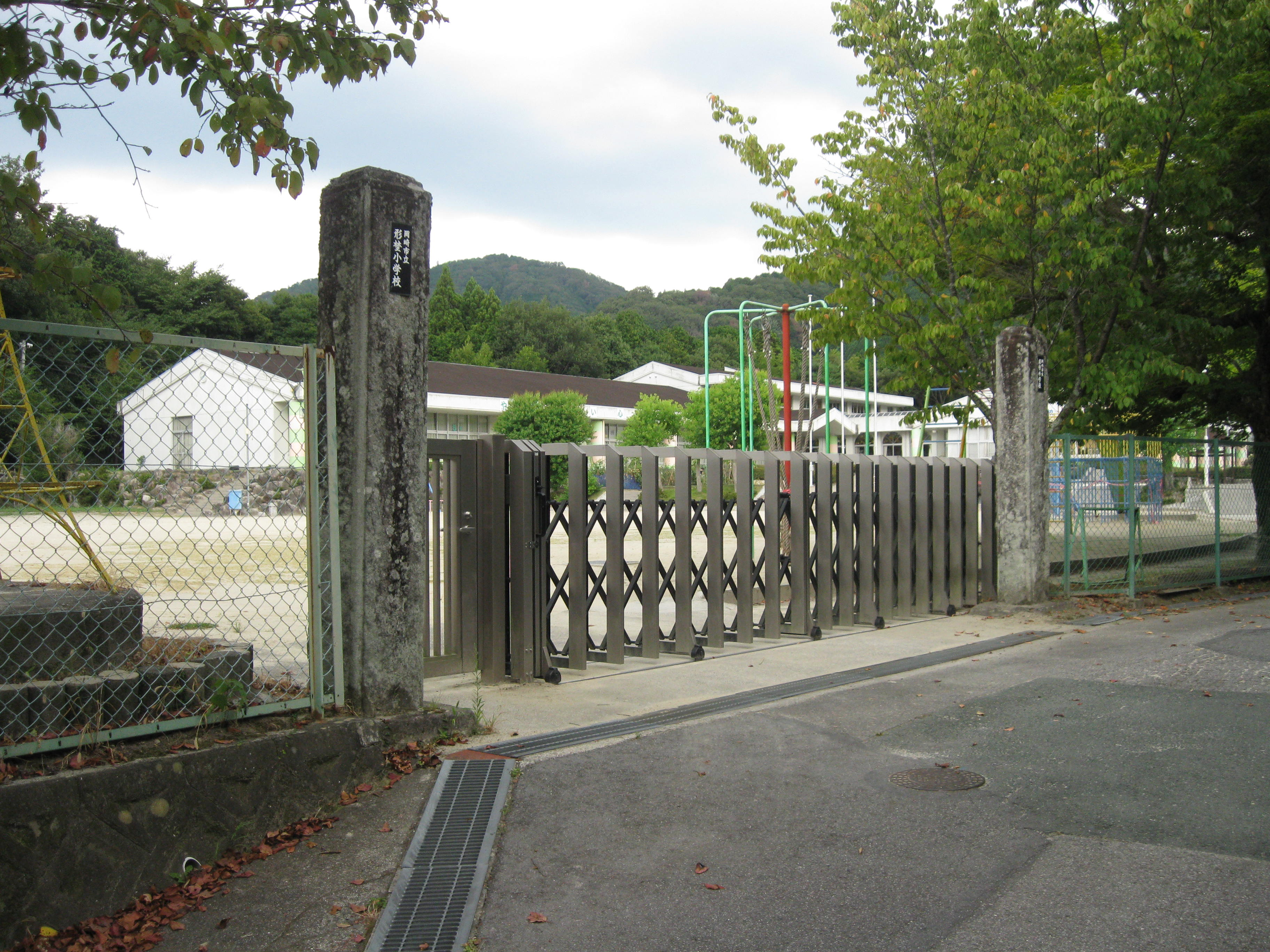
配本所が設置されていた岡崎市立形埜小学校

1978年度（昭和53年度）には形埜支所に、1981年度（昭和56年度）には宮崎支所と下山支所に配本所を設置し、常時250冊を設置して毎月図書の入れ替えを行った。1981年度には額田町全体で11833冊が貸し出されたが、その内訳は額田町立図書館が9,478冊、形埜支所が1,024冊、宮崎支所が684冊、下山支所が647冊だった。
1983年（昭和58年）には額田町立形埜小学校・額田町立宮崎小学校・額田町立下山小学校の町内3小学校に巡回文庫（移動図書館ではない）を設置し、年4回入れ替えを行った。
- 各支所[12]
  - 図書250冊（教養60冊・文学90冊・児童書100冊）、紙芝居20巻
  - 年12回（毎月中旬）入れ替え
- 各小学校[12]
  - 図書150冊（教養30冊・文学30冊・児童書90冊）
  - 年4回（3・6・9・12月）入れ替え